# Lesotho na Letnich Igrzyskach Olimpijskich Młodzieży 2010
Lesotho na Letnich Igrzyskach Olimpijskich Młodzieży w Singapurze w 2010 reprezentowało 4 sportowców w 3 dyscyplinach.

## Skład kadry

### Lekkoatletyka
- Mpho Cecilia Moeti
- Ts'Ehla Monethi

### Pływanie
- Nts'Eke Setho
  - 50 m st. zmiennym – 15 miejsce w półfinale (35.57)
  - 100 m st. zmiennym – 29 miejsce w kwalifikacjach (1:24.66)

### Taekwondo
- Lineo Machobane